# Ásdís Thoroddsen
Ásdís Thoroddsen (née le 26 février 1959) est une réalisatrice, productrice, scénariste et actrice islandaise.

## Biographie
Elle débute au cinéma comme assistante sur le tournage d'une adaptation du roman Le Paradis retrouvé de Halldór Laxness pour la chaîne  allemande NDR en 1979. Après avoir travaillé à la RÚV de 1979 à 1981, elle étudie le théâtre à Göteborg. En 1983, elle tient le rôle principal dans le film Skilaboð til Söndru de Kristin Pálsdóttir. La même année, elle entre à l'Académie allemande du film et de la télévision de Berlin.
Elle tourne son premier long métrage en 1992, Ingaló, l'histoire d'une jeune fille rebelle et de son frère dans un village de pêcheurs islandais. Le film est sélectionné pour la Semaine de la critique au Festival de Cannes. Il remporte le Grand Prix du Jury du Festival du cinéma nordique de Rouen de 1993 et Solveig Arnarsdóttir le prix de la meilleure actrice. Le film est aussi sélectionné pour le festival New Directors/New Films au Museum of Modern Art et au Lincoln Center à New York en 1993.
Ásdís Thoroddsen écrit les scénarios de ses propres films. Elle écrit aussi pour la radio et la scène, ainsi qu'une pièce de théâtre radiophonique, Ástand, qui a été sélectionnée pour le Prix Europa en 2011. Elle a fondé la société Gjóla qui produit des films et des pièces de théâtre.
En septembre 2016, les éditions Sæmundur publient le premier roman d'Ásdís Thoroddsen, Utan þjónustusvæðis – krónika (Hors couverture réseau – une chronique).

## Filmographie

### Réalisatrice
- 1992 : Ingaló
- 1995 : Draumadísir
- 2003 : Heimsljós (court)
- 2006 : Á þjóðvegi 48 (court)
- 2010 : Súðbyrðingur - saga báts (documentaire)
- 2015 : Veðrabrigði (documentaire)

### Actrice
- 1983 : Skilaboð til Söndru
- 2003 : Nói albínói

## Articles de presse
- La Revue du cinéma, juin 1992, François Chevassu[réf. incomplète].
- Positif, n° 378, 1992. Ph.R.[réf. incomplète].
- L'Humanité, 12 mai 1992, J.-P.L.[réf. incomplète].
- Libération, 13 mai 1992, Bill Chernaud[réf. incomplète].
- (de) Frankfurter Rundschau, 10 décembre 1992, Thomas Thieringer[réf. incomplète].
- (en) Variety, 25 mai 1992, Derek Elley[réf. incomplète].